# زیارت (فیلم ۱۹۳۳)
زیارت (انگلیسی: Pilgrimage) فیلمی در ژانر درام به کارگردانی جان فورد است که در سال ۱۹۳۳ منتشر شد.

## بازیگران
- هدر آنجل
- ماریان نیکسون
- نورمن فاستر
- بتی بلایت
- فرانسیس فورد
- هدا هاپر
- لوسیل لا لاورن
- رابرت وارویک
- شرلی پالمر
- ویلیام بورِس
- کلاد کینگ